# ABC contre Poirot (mini-série)
Pour les articles homonymes, voir A.B.C. contre Poirot (homonymie).
ABC contre Poirot (The ABC Murders) est une mini-série télévisée britannique de quatre épisodes, écrite par Sarah Phelps et réalisée par Alex Gabassi, diffusée du 26 au 28 décembre 2018 sur BBC One, en trois épisodes. Il s'agit d'une adaptation du roman du même nom d'Agatha Christie publié en 1936. Elle est éditée en DVD par Universal Pictures UK en mars 2019.
En France, elle est diffusée à partir du 9 mai 2019 sur Canal + en 4 épisodes : les deux premiers le 9 mai 2019 et les deux derniers le 16 mai 2019, puis rediffusée sur C8 le 20 octobre 2019 puis le 29 juin 2020. Diffusé au Québec sur ICIArtv du 26 mars au 4 avril 2020. Elle reste néanmoins inédite dans les autres pays francophones.

## Synopsis
En 1933, à Londres, le célèbre détective belge Hercule Poirot est vieillissant et coule une retraite paisible. C'était sans compter sur Alexander Bonaparte Cust, qui arrive à Londres et s'installe dans une pension sordide. Avec sa machine à écrire, il tape des lettres, signées d'un mystérieux ABC, qu'il envoie à Hercule Poirot. Dans ces lettres, ABC explique à demi-mot son jeu macabre : assassiner, dans l'ordre alphabétique, des personnes dont le nom et le prénom commencent par la même lettre que la ville où le meurtre a lieu. Le détective décide d'enquêter mais se heurte à l'inspecteur Crome. Sur chaque scène de crime, Poirot retrouve un indicateur des chemins de fer ouvert à la lettre correspondante et taché de sang. Peu à peu, Poirot commence à faire le lien entre lui, ces villes et les personnes assassinées…

## Distribution

### Personnages principaux
- John Malkovich (VF : Edgar Givry) : Hercule Poirot
- Rupert Grint (VF : Pascal Nowak) : Inspecteur Crome
- Andrew Buchan (VF : Pierre Tessier) : Franklin Clarke
- Eamon Farren (VF : Marc Arnaud) : Alexander Bonaparte Cust
- Jack Farthing (VF : Yoann Sover) : Donald Fraser
- Gregor Fisher : Dexter Dooley
- Tara Fitzgerald (VF : Ivana Coppola) : Lady Hermione Clarke
- Henry Goodman : Sidney Prynne
- Shirley Henderson (VF : Brigitte Virtudes) : Rose Marbury
- Bronwyn James (VF : Jessica Monceau) : Megan Barnard
- Freya Mavor (VF : Audrey Sourdive) : Thora Grey
- Kevin McNally (VF : Hervé Caradec) : inspecteur Japp

### Personnages secondaires
- Eve Austin (VF : Zina Khakhoulia) : Elisabeth « Betty » Barnard
- Anya Chalotra (VF : Léopoldine Serre) : Lily Marbury
- Lizzy McInnerny : Jenny Barnard
- Cyril Nri (VF : Rody Benghezala) : le Père Anselm
- Suzanne Packer (VF : Virginie Emane) : Capstick
- Michael Shaeffer (VF : Michel Dodane) : Sergent Yelland
- Christopher Villiers (VF : Patrick Bonnel) : Sir Carmichael Clarke
- Shane Attwooll : l'inspecteur Bunce
- Terenia Edwards : Miss Leigh
- Tamzin Griffin : Alice Asher
- Neil Hurst : Benny Grew
- Ian Pirie : Peter Asher
- Karen Westwood : Miss Kirkham

Version française
- Société de doublage : Deluxe Media Paris
- Direction artistique : Blanche Ravalec

 Source et légende : version française (VF) sur RS Doublage et DSD Doublage

## Fiche technique
- Titre original : The ABC Murders
- Titre français : ABC contre Poirot
- Réalisation : Alex Gabassi
- Scénario : Sarah Phelps, d'après le roman A.B.C. contre Poirot d'Agatha Christie
- Sociétés de production : Mammoth Screen (en) et Agatha Christie Productions
- Distribution : BBC One (Royaume-Uni), Amazon Studios (reste du monde)